# Валя-Теюлуй
Валя-Теюлуй (рум. Valea Teiului) — село у повіті Мехедінць в Румунії. Входить до складу комуни Брезніца-Мотру.
Село розташоване на відстані 233 км на захід від Бухареста, 40 км на схід від Дробета-Турну-Северина, 58 км на північний захід від Крайови.

## Населення
За даними перепису населення 2002 року у селі проживали 85 осіб, усі — румуни. Усі жителі села рідною мовою назвали румунську.